# Дэвис, Майлз
Майлз Дью́и Дэ́вис III (Майлс Де́йвис) (англ. Miles Dewey Davis III; 26 мая 1926, Олтон — 28 сентября 1991, Санта-Моника) — американский джазовый трубач и бэнд-лидер, оказавший значительнейшее влияние на развитие музыки XX века. Дэвис стоял у истоков множества стилей и направлений в джазе, таких как модальный джаз (англ. modal jazz), кул-джаз (cool jazz) и фьюжн (fusion).
Около 50 лет работы Дэвиса определили звучание джаза для трёх поколений слушателей. Записи Дэвиса позволяют проследить развитие современного джаза от бибопа конца 1940-х годов до современных экспериментальных направлений. В отличие от многих других джазменов, Дэвис никогда не был ограничен каким-то одним джазовым стилем. Отмечая широту интересов и многогранность его таланта, Дюк Эллингтон сравнивал Дэвиса с Пикассо.

## Биография

### Ранний период творчества
Майлз Дьюи Дэвис III (англ. Miles Dewey Davis III) родился и вырос в штате Иллинойс.

Начал играть на трубе в 13 лет. Намеревался стать академическим исполнителем, однако довольно быстро добился признания как джазмен, выступая с ансамблями Сонни Стита и Кларка Терри. В 1945, учась в Джульярдской музыкальной школе в Нью-Йорке, посещал джем-сейшнз на 52-й улице. В ноябре этого же года вошёл в квинтет Чарли Паркера, записав «Now’s The Time» и «Billie’s Bounce». Не обладая виртуозной техникой, Майлс Дэвис постепенно вырабатывал собственное звучание — длинные ноты без вибрато, частое использование сурдины, короткие фразы и многозначительные паузы. По мнению критика Андре Одэра: «Дэвис придал музыке Паркера интимный характер». 

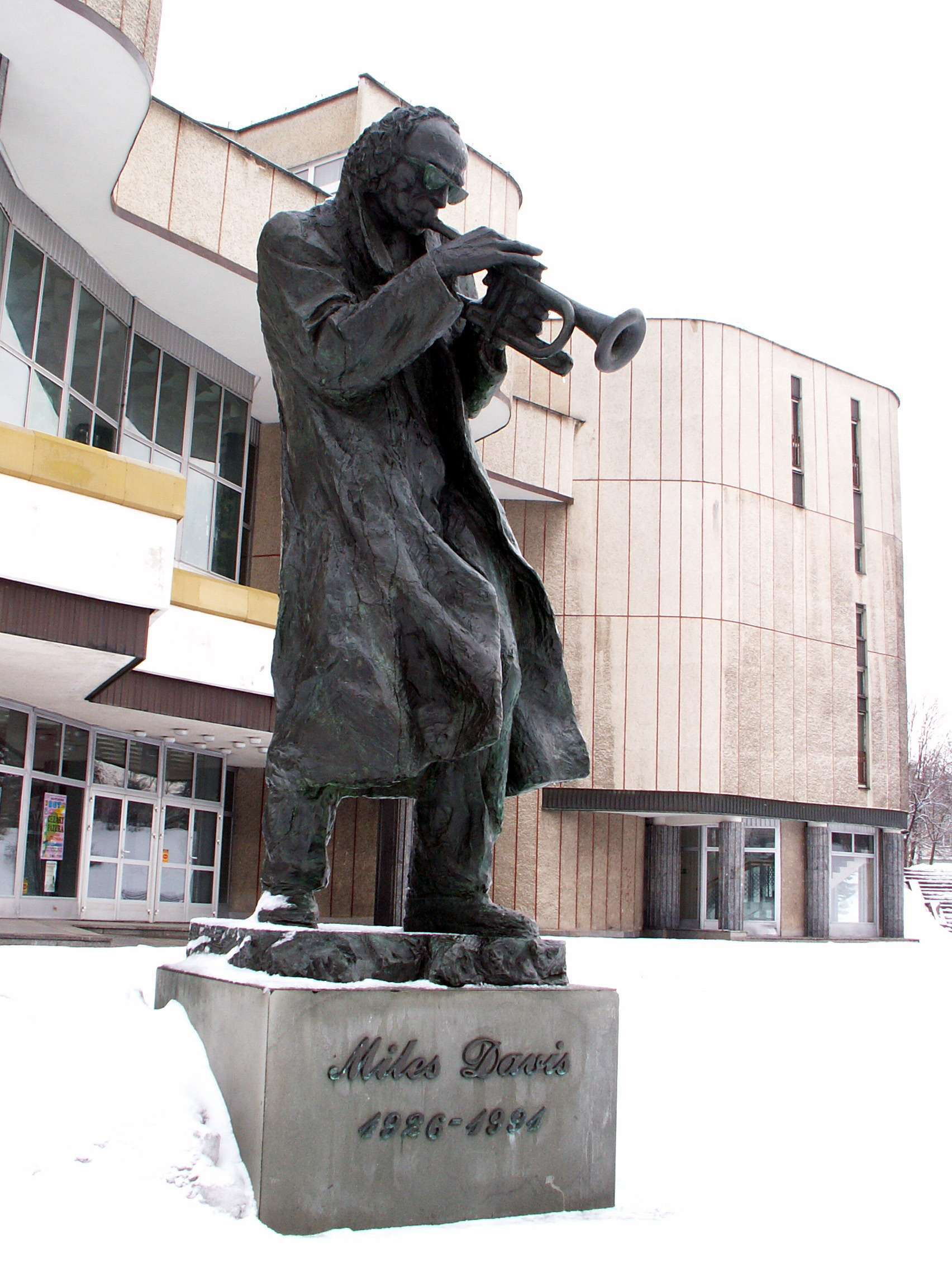
Памятник Дэвису в польском городе Кельце

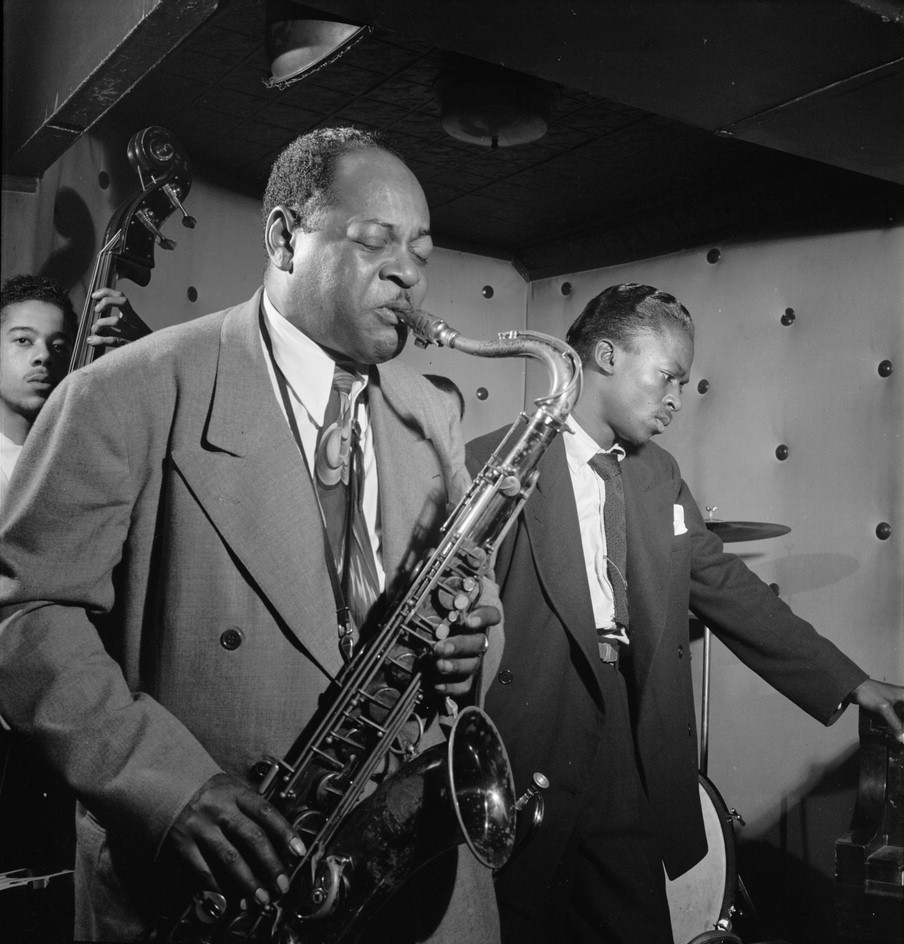
Майлс Дэвис (справа). Сентябрь 1947

В конце 1945 года уехал в Сент-Луис, чтобы присоединиться к оркестру Бенни Картера, но работа в биг-бэнде ему не понравилась и поэтому он через несколько месяцев вернулся в Нью-Йорк и вновь играл с Паркером. В 1946 заменил Диззи Гиллеспи в оркестре Билли Экстайна, в то же время выступал с Сонни Ститом и Джином Аммонсом. В 1948 судьба опять свела его с Паркером, кроме того его партнёрами стали Сонни Роллинз, Джон Льюис и Макс Роуч.

### Период cool jazz
В 1948 году собрал нонет, который вошёл в историю джаза как CAPITOL BAND — первый ансамбль так называемого «прохладного джаза». Состав нонета был для того времени достаточно оригинален — труба, тромбон, валторна, туба, альт- и баритон-саксофон, фортепиано, контрабас, ударные. Термин «кул» впервые появился на пластинке Дэвиса «The Birth Of The Cool» (1949), на которой были записаны композиции и аранжировки Джерри Маллигана, Джона Льюиса, Гила Эванса и Джона Каризи.

### 1950-е годы, «третье течение»
Карьера Дэвиса была неровной, в 1950-е годы он увлёкся наркотиками и после записей 1950—1951 годов с составом METRONOME ALL STARS не появлялся на сцене 4 года. Только в 1955 году он собрал ансамбль, в который вошли Джон Колтрейн, Рэд Гарлэнд, Пол Чемберс, Филли Джо Джонс (иногда присоединялись Кэннонбол Эддерли и Билл Эванс). Во второй половине 1950-х годов Дэвис становится признанным лидером современного джаза и начинает экспериментировать в области формы и гармонии, заменяя традиционные аккордовые последовательности остинатными басовыми формулами (альбомы Milestones, 1958, Kind Of Blue, 1959). В то же время он записывает (на трубе и флюгельгорне) с оркестром Гила Эванса сюиты, которые можно отнести к «третьему течению» — Miles Ahead (1957), Porgy and Bess (1958), Sketches of Spain (1959).

### Акустический джаз, европейские гастроли
В 1960-е годы Дэвис собрал новый квинтет, в который пригласил молодых виртуозов — Уэйна Шортера, Херби Хэнкока, Рона Картера, Тони Уильямса, триумфально гастролировал в Европе и выпустил альбомы, которые считаются вершиной развития акустического джаза — Davis In Europe (1963), Seven Steps to Heaven (1963), My Funny Valentine (1965), E.S.P. (1965), Miles Smiles (1967) и другие.

### Период джаз-рока
Новый виток популярности начался в конце 1960-х годов, когда Дэвис обратил внимание на электроинструменты, на энергетику рок-музыки, отказался от использования тем, напоминающих джазовые стандарты, разработал новый тип аранжировки (продолжительные композиции цементировались короткими риффами) и пригласил в свою группу молодых исполнителей — Джо Завинула, Джона Маклафлина, Чика Кориа, Дэйва Холланда, Ленни Уайта, Билли Кобэма, Стива Гроссмана, Аирто Морейру. С ними он записал ряд джаз-роковых альбомов — Filles De Kilimanjaro (1968), In a Silent Way (1969) и Bitches Brew (1970).
В 1970-е годы Дэвис утвердил на сцене новый тип джазового шоу, после чего стал частым гостем американских и европейских джаз- и рок-фестивалей.
Однако здоровье Дэвиса ухудшалось. Смерть близких ему музыкантов, воспаление лёгких, автомобильная авария и повреждение коленного сустава, наркотики и неприятности с полицией — всё это привело к сильной депрессии, и после 1975 года он не появлялся на сцене 6 лет.

### Фанк-рок джаз
О выздоровлении и возвращении возвестил альбом «The Man With A Horn» (1981). В оркестре вновь появились новые имена (он всегда умел открывать таланты) — Джон Скофилд, Кенни Гарретт, Майк Стерн, Эл Фостер, Маркус Миллер, Боб Берг и другие. Новый стиль, который можно охарактеризовать как фанк-рок-джаз, был представлен альбомом «Tutu» (1986); Майк Зверин назвал его «звуковой дорожкой десятилетия»[где?]. Дэвис продолжал гастролировать вплоть до своей кончины в 1991 году.

### Личная жизнь
Дэвис был женат четырежды. Второй женой музыканта была актриса и танцовщица Франсес Тейлор, с которой он состоял в браке с 1959 по 1968 год. В 1968 году Дэвис женился на певице и модели Бетти Мабри, брак с которой продлился один год. С 1981 по 1988 год был женат на американской актрисе Сисели Тайсон.

## Вклад в развитие музыки
Среди его главных достижений:
- создание оригинального стиля игры на трубе, который впервые проявился в записях, сделанных Дэвисом с Чарли Паркером в середине 1940-х годов и который оказал влияние на огромное количество трубачей, играющих в стиле бибоп и кул (прохладный джаз);
- Майлс Дэвис стоял у истоков таких направлений в джазе, как фьюжн и джаз-рок;
- Запись основополагающих альбомов для т. н. прохладного джаза — Birth of the Cool (1949), модального джаза — Kind of Blue (1959), стиля джаз-фьюжн — In a Silent Way и Bitches Brew (оба записаны в 1969 году).
- Альбом «In a Silent Way» в 2002 году был включён в рейтинг The 25 Most Influential Ambient Albums Of All Time — список альбомов, оказавших наибольшее влияние на развитие эмбиента.

Самые популярные темы Дэвиса — Tutu, All Blues, Tune Up, Bitches Brew, Seven Steps to Heaven, Solar, Milestones, So What.

## Избранная дискография
- Round About Midnight (1955—56)
- Miles Ahead (1957)
- Milestones (1958)
- Porgy and Bess[англ.] (1958)
- Kind of Blue (1959)
- Sketches of Spain (1959—1960)
- Someday My Prince Will Come (1961)
- Miles Davis at Carnegie Hall (1961)
- Seven Steps to Heaven (1963)
- Miles Smiles (1966)
- Sorcerer (1967)
- Nefertiti (1967)
- Miles in the Sky (1968)
- Filles de Kilimanjaro (1968)
- In a Silent Way (1969)
- Bitches Brew (1969)
- Big Fun (1969—72)
- Live-Evil (1970)
- Live at Fillmore East (1970)
- Black Beauty (1970)
- Get Up With It (1974)
- On the Corner (1972)
- Live at Philharmonic Hall (1972)
- Agharta (1975)
- Pangaea (1975)
- Tutu (1986)
- Doo-Bop (1991)

### Ранние студийные записи, 1945—1956
- Bopping the Blues (1946)
- Cool Boppin' (1948)
- Birth of the Cool (1949 и 1950)
- Conception (1951)
- Blue Period (1951)
- Dig (1951)
- Miles Davis with Horns (1951 и 1953)
- Miles Davis Volume 1 (Blue Note Records, 1952 и 1954)
- Miles Davis Volume 2 (Blue Note Records, 1953)
- Blue Haze (1953 and 1954)
- Walkin' (1954)
- Bags' Groove (1954)
- Miles Davis and the Modern Jazz Giants (1954, с одной записью 1956)
- Musings of Miles (1955)
- Blue Moods (1955)
- Quintet / Sextet (1955, Miles Davis и Milt Jackson)
- Miles: The New Miles Davis Quintet (1955)
- Relaxin' with the Miles Davis Quintet (1956)
- Steamin' with the Miles Davis Quintet (1956)
- Workin' with the Miles Davis Quintet (1956)
- Cookin' with the Miles Davis Quintet (1956)

### Студийные записи в Columbia, 1955—1975
- Round About Midnight (1955—1956)
- Miles Ahead (1957)
- Ascenseur pour l'Échafaud (Fontana, 1957 — саундтрек)
- Milestones (1958)
- Somethin' Else (Blue Note Records, 1958 — Cannonball Adderley quintet)
- Porgy and Bess[англ.] (1958)
- Kind of Blue (1959)
- Sketches of Spain (1960)
- Someday My Prince Will Come (1961)
- Quiet Nights (1962—1963)
- Seven Steps to Heaven (1963)
- E.S.P. (1965)
- Miles Smiles (1966)
- Sorcerer (1967)
- Nefertiti (1967)
- Miles in the Sky (1968)
- Filles de Kilimanjaro (1968)
- In a Silent Way (1969)
- Bitches Brew (1969)
- A Tribute to Jack Johnson (1970)
- Live-Evil (1970) — студийный и концертный
- On the Corner (1972)
- Big Fun (1969—1972)
- Get Up with It (1970—1974)

### Студийные записи 1981—1991
- The Man With The Horn (1980/1981)
- Star People (1982/1983)
- Decoy (1983)
- You’re Under Arrest (1984/1985)
- Aura  (1985)
- Tutu (1986)
- Music from Siesta (1987 — саундтрек)
- Amandla (1989)
- Dingo (1991 — саундтрек)
- Doo-Bop (1992)

### Концертные записи
- Birdland 1951 (1951)
- Miles & Coltrane (1955)
- Amsterdam Concert (1957)
- Live in Den Haag (1960)
- Olympia, 20th March 1960 (1960)
- Manchester Concert (1960)
- Olympia, 11th October 1960 (1960)
- In Person: At The Blackhawk, San Francisco (1961)
- At Carnegie Hall (1961)
- Miles & Monk at Newport (1963 — концерт 1958)
- In Europe (1963)
- My Funny Valentine (1964)
- Four & More (1964)
- Miles In Tokyo (1964)
- Miles In Berlin (1964)
- The Complete Live at the Plugged Nickel (1965)
- 1969 Miles — Festiva De Juan Pins (1969)
- Live at the Fillmore East, March 7, 1970: It’s About That Time (1970)
- Black Beauty: Miles Davis at Fillmore West (1970)
- Miles Davis at Fillmore: Live at the Fillmore East (1970)
- Message to Love: The Isle of Wight Festival 1970 (1970)
- The Cellar Door Sessions (1970)
- Live-Evil (1970)
- In Concert: Live at Philharmonic Hall (1972)
- Jazz at the Plaza (1973)
- Dark Magus (1974)
- Agharta (1975)
- Pangaea (1975)
- Miles! Miles! Miles! (1981)
- We Want Miles (1982)
- The Complete Miles Davis at Montreux (1973—1991)
- Miles & Quincy Live At Montreux (1991)
- Live Around The World (1988—1991)
- Miles Davis & Thelonious Monk: Live at Newport 1958 & 1963 (1994)

## Сборники
- Facets (1973)
- Water Babies (1977)
- Circle in the Round (1979)
- Directions (1980)
- The Columbia Years (1990)
- The Essential Miles Davis (2001)
- Cool & Collected (2006)